# Лямбда Стрельца
Лямбда Стрельца (λ Sgr, Каус Бореалис) — звезда в южном созвездии Стрельца. Является верхней точкой лука Стрельца.

## Свойства
При видимой звёздной величине +2,82 объект является одной из наиболее ярких звёзд созвездия и, согласно шкале Бортля, виден невооружённым глазом. Оценка расстояния, полученная по измерениям годичного параллакса, составляет 24 парсека.
Находится в 2,1 градуса к югу от эклиптики и иногда закрывается Луной, а изредка и планетами. 19 ноября 1984 года перед звездой прошла Венера. До этого 5 декабря 1865 года перед звездой прошёл Меркурий.
Каус Бореалис является субгигантом спектрального класса K0 IV. Обладает массой 2,6 массы Солнца. По данным интерферометрии угловой диаметр звезды, после внесения поправки за потемнение к краю, составляет 4.24 ± 0.05 мсд. При имеющейся оценке расстояния до звезды её физический размер в 11 раз превышает радиус Солнца. Расширенная внешняя оболочка объекта высвечивает энергию при эффективной температуре 4770 K, что придаёт фотосфере оранжевый оттенок, присущий звёздам спектрального класса K. Звезда вращается с маленькой скоростью, проекция скорости вращения составляет 3,81 км с−1.

## Название
λ Стрельца — это обозначение Байера для данной звезды.
Традиционное название звезды — Каус Бореалис, образованное от арабского  قوس qaws 'лук' и латинского boreālis 'северный'. В 2016 году Международный астрономический союз создал Рабочую группу по названиям звёзд (WGSN) для стандартизации и каталогизации собственных названий звёзд. Первый бюллетень WGSN в июле 2016 года включал таблицу с первыми утверждёнными названиями звёзд; Каус Бореалис была включена в этот список.
Звезда вместе с Гаммой Стрельца, Дельтой Стрельца, Эпсилоном Стрельца, Дзетой Стрельца, Сигмой Стрельца, Тау Стрельца и Фи Стрельца составляют астеризм Чайник.
В каталоге звёзд Календариума Аль Ахзази аль-Муаккета звезда обозначена как Rai al Naaim, что переводится как Сторож страусов.
Al Tizini называет звезду Rāʽi al Naʽāïm (ألراع ٱلنعم), Владелец страусов, это означает, что звезда находится рядом с двумя астеризмами Al Naʽām al Wārid (النعم الوارد), "Идущие страусы" и Al Naʽām al Ṣādirah (النعم السادرة),  "Возвращающиеся страусы".
В китайской астрономии 斗 (Dǒu) означает Ковш и относится к астеризму, состоящему из Лямбды Стрельца, Фи Стрельца, Мю Стрельца, Сигмы Стрельца, Тау Стрельца и Дзеты Стрельца. Сама Лямбда Стрельца известна как 斗宿二 (Dǒu Sù èr, вторая звезда Ковша.)